# Антоний Касимов
Константин Иванович Деркаченко (псевдоним Антоний Касимов; 12 [25] января 1903, Кронштадт, Санкт-Петербургская губерния — 5 апреля 1980, Актюбинск) — советский поэт.

## Биография
К. И. Деркаченко родился в Кронштадте 12 (25) января 1903 года в семье морского офицера. В возрасте 10 лет Константина Деркаченко родители отдали на воспитание в кадетский корпус. После революции Константин перешел на обучение в 3-ю трудовую школу г. Кронштадта, которую закончил в 1920 году. Работать стал с 15 лет.
Первое стихотворение написал в Кронштадте, в январе 1919 года.
В 1921 году, в ходе Кронштадтских событий, был арестован и расстрелян отец Константина, а сам Константин, который работал в Кронштадте конторским служащим (писарем) в Машинной школе, также был арестован и помещён в лагерь особого назначения, на срок 5 лет. Однако, учитывая возраст, и то, что при аресте не нашли оружия, через год Константина выпустили. Доступ в Кронштадт для него, его матери Веры Платоновны и младших сестер был закрыт. После выхода из лагеря устроился на северную судоверфь Петрограда.
Творческий путь поэт начал в 1922 году в Петрограде. Константин отослал одно из своих стихотворений («За дело») в петроградскую «Красную газету», которое было опубликовано 30 августа 1922 года, под псевдонимом Касимов Антоний. Редакция газеты заметила молодого поэта и предложила ему постоянное сотрудничество. С 1923 года его стихи под псевдонимом «А.Касимов» стали регулярно появляться на страницах петроградской прессы.
В 1924 году Константин вступил в комсомол и тогда же стал одним из инициаторов создания первого в Советском Союзе рабочего литературного журнала «Резец», председателем литературной группы при его редакции. Вошел в число членов ЛАПП — Ленинградской ассоциации пролетарских писателей, был избран секретарем «Кузницы». Отслужил в Красной армии. Работая на радиоаппаратном заводе, был отмечен как ударник труда и рационализатор, награждён почётным знаком.
В 1935 году, в результате «чистки» Ленинграда от «социально опасных элементов» был репрессирован и сослан с семьей в Казахстан, в Челкар, под постоянный надзор НКВД, с запретом печати, переписки и выступлений перед публикой.
Участвовал в Великой Отечественной войне добровольцем в полкe народного ополчения. Служил в военно-учебном пункте горвоенкомата, с января 1943 года снайпер роты автоматчиков 527-го стрелкового полка Деркаченко находился в действующей армии на фронте. Дошел от Белгорода до австрийских Альп. Был дважды ранен, контужен. Старшина Деркаченко К. И. по представлению командира 527-го стрелкового полка майора Красновида награждён орденом Славы третьей степени. Также был награждён медалью «За победу над Германией».
В 1947 году принят в члены Союза писателей СССР. В 1956 году пытался вернуться в Ленинград, но получил отказ от Ленинградского исполкома.
Реабилитирован в 1957 году. После реабилитации публиковался под своей фамилией в различных печатных изданиях Казахстана. При жизни выпущено пять сборников стихов поэта. Всего за более чем полвека творческого труда Константином Деркаченко создано свыше тысячи литературно-художественных произведений разных жанров (в основном — поэзии).
Умер в 1980 году. Похоронен в Актюбинске.
Сборник избранных стихов поэта — «Константин Деркаченко. Ради жизни на земле», выпущен в Казахстане, в Актобе, в 2005 году его учениками.
Второй сборник избранных стихов поэта — «Константин Деркаченко. Родник большого чувства», выпущен в Казахстане, в Актобе в 2006 году его учениками

### Семья

Отец поэта с семьёй

- Отец — Деркаченко Иван Осипович, инженер-механик крейсера «Светлана». Участвовал в русско-японской войне в Цусимском морском сражении. Упоминается как «трюмный механик Деркаченко» в романе Новикова-Прибоя «Цусима» (глава «До последнего снаряда»). Затем служил в Кронштадте в Машинной школе Балтийского флота, с апреля 1917 года в звании капитана 1 ранга стал начальником этой школы. Был Председателем Церковного совета[4] Морского собора. Кавалер семи орденов: французского Почетного легиона, военного португальского, российских Святого Владимира 4 степени, Святой Анны 2 и 3 степени, Святого Станислава 2 и 3 степени, а также был награждён несколькими медалями. Автор учебников и технических книг[5]. После Кронштадтских событий был арестован большевиками по обвинению в непротивлении установке на куполе собора наблюдательного пункта восставших во время Кронштадтского мятежа[4], и расстрелян 28 марта 1921 года, в возрасте 45 лет.
- Мать — Вера Платоновна, урожд. Садокова, дочь военного врача Кронштадтского морского госпиталя, по профессии домашняя учительница. Умерла от голода в блокадном Ленинграде.
- Жена — Александра Васильевна, урожд. Самуилова (1906—1991). Родилась в Санкт-Петербурге. Происходила из разорившейся крестьянской семьи, которая переехала работать в Санкт-Петербург. Работала в основном в детских учреждениях. Похоронена в г. Актюбинске вместе с мужем.
- Сын — Юрий (1926—1998), родился в г. Ленинграде. В 1935 году вместе с родителями переехал в Казахстан по месту их ссылки. Прожил в Казахстане всю жизнь. Работать начал с 15 лет, во время Великой Отечественной войны, на заводе ферросплавов. Токарь, фрезеровщик высшей квалификации.
- Сын — Виктор (р. 1937) родился в Казахстане. Окончил Высшее военно-морское училище радиоэлектроники им. А. С. Попова. С 1961 по 1987 годы служил в Ракетных войсках стратегического назначения, сначала на преподавательской, потом на военно-научной работе. Затем перешёл на работу в один из ВУЗов Московской области.

### Антоний Касимов в воспоминаниях коллег
Маков Николай Иванович в неопубликованных воспоминаниях «ДЕТИ ОКТЯБРЯ» (ШТРИХИ ВОСПОМИНАНИЙ), Ленинград, 1965,
пишет:
"«Полпредом» рабочей массы от Судостроительной верфи был тов. Касимов, вокруг которого группировались и другие рабкоры <…>
В сборнике «Октябрьские всходы» в 1926 году рабочий Ленинградской судостроительной верфи А. Касимов в стихотворении «Рабкоры — дети Октября» писал:
"Силою стихийной / Мы на свет явились, / В мощные колонны / Встали к ряду в ряд, —  / И в строках печатных / Закипели звоны, / Далеко разлились / Песни Октября! "

## Сочинения

### Публицистика
- Касимов А. Нумерация не поможет (уничтожить худшие места или удешевить их) // Красная газета : газета Ленингр. Совета раб., крест. и красноарм. депут.. — Л., 1926. — 5 января (вып. «На фабриках и заводах», № 3). — С. 7.
- Касимов А. Достопримечательности (из путеводителя по больнице им. 25-го Октября) // Красная газета : газета Ленингр. Совета раб., крест. и красноарм. депут.. — Л., 1926. — 6 января (вып. «На фабриках и заводах», № 4). — С. 7.

### Стихи
- Касимов Антоний. Стихотворение «За дело» // Красная газета. — 1922. — 30 августа.
- «Октябрьские всходы: Рабкоровская поэзия»: Сб. произведений разных авторов / под редакцией Ильи Ивановича Садофьева. — Л.: Гос. изд-во, 1925 (обл. 1926). — 135 с.[8]
- Деркаченко К. Говорит сердце. — Алматы: Казгослитиздат, 1960. — 63 с.
- Деркаченко К. А это сохрани…. — Алматы: Казгослитиздат, 1964. — 98 с.
- Деркаченко К. Венок из полыни. — Алматы: Жазушы, 1968. — 63 с.
- Деркаченко К. Самое дорогое. — Алматы: Жазушы, 1974.
- Деркаченко К. От всей души. — Алматы: Жазушы, 1979. — 70 с.[9][10]